# Кожански историко-етнографски и природонаучен музей
Кожанският историко-етнографски и природонаучен музей (на гръцки: Αρχαιολογικό Μουσείο Κοζάνης) е музей в град Кожани, Гърция.

## История
Музеят принадлежи на Кожанското дружество за литература и изкуства. Вдъхновител и създател на музея, както и на Музея на македонската борба във Вурино е учителят Константинос Сябанопулос. Първата историческа и фолклорна сбирка в града е създадена в края на 1968 - началото на 1969 година. Тя се мести четири пъти в различни наети малки сгради из града. От 1975 до 1984 година сбирката се помещава в сграда на Благотворителното сестринство в Кожани. В 1979 година в тази сграда е основан Природонаучният музей. В 1980 - 1983 година е построена сградата в центъра на града, в която днес се помещава музеят. Сградата е в традиционен западномакедонски архитектурен стил. Официално е открит на 10 октомври 1987 година. През 1993 година е издигната нова, четириетажна сграда като пристройка към първата, за да се помести новото крило на музея.

## Описание
Музеят включва няколко тематични категории: Природонаучна изложба ((от епохата на палеолита до съвременността) в приземието на основната сграда, която включва 220 лечебни и ароматни растения, скали, минерали, насекоми, вкаменени дървета, животни и фосилизирани морски видове, реконструкция на малка пещера край Полимилос със сталактити и сталагмити Археологически-византийска изложба (от 7000 г. пр. Хр. до 1453 г. сл. Хр.), Историческа изложба (от 1453 до 1944 г.), Фолклорна изложба, която се смята за най-важна (от 1640 до 1960 г.), Художествена галерия от последните години, Колекция от печати (1861-2004) и Радио колекция (1930-1960).